# Jimmy Stewart (racerförare)
James Robert "Jimmy" Stewart, född 6 mars 1931 i Milton, död 3 januari 2008 i Helensburgh, var en brittisk racerförare. Han var äldre bror till racerföraren Jackie Stewart.

## Racingkarriär
Jimmy Stewart deltog i ett formel 1-lopp, Storbritanniens Grand Prix 1953, i vilket han kvalade in till den femtonde startrutan men tvingades sedan bryta loppet.
Han tävlade även i sportvagnsracing för Ecurie Ecosse men drog sig tillbaka från racing efter en olycka på Silverstone 1955.

## F1-karriär
| Säsong | Stall/Tillverkare              | Poäng | Placering |
| ------ | ------------------------------ | ----- | --------- |
| 1953   | Ecurie Ecosse (Cooper-Bristol) | 0     | –         |